# 梅田龍二

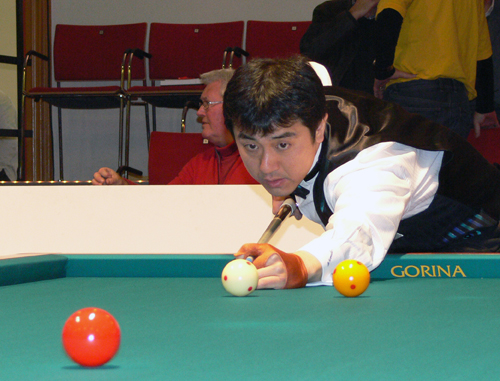

梅田龍二（1968年10月22日—），日本職業三顆星撞球選手，2007年UMB世界三顆星冠軍。
在1998年亞洲運動會的撞球三顆星競賽項目，梅田龍二輸給同胞島田曉夫而屆居亞軍。2006年亞洲運動會，梅田龍二擊敗越南選手佟安維而贏得三顆星競賽項目冠軍。
在2007年的「UMB世界三顆星錦標賽」中，他擊敗2次世界冠軍西班牙選手丹尼爾·桑奇士，贏得桂冠，也成為繼前世界冠軍小林伸明後的新一代亞洲籍球王。